# خرچنگ شیاردار
خرچنگ شیاردار (نام علمی: Xantho hydrophilus) نام یک گونه از تیره خرچنگ‌های گلی است.